# SoftBank 204HW
あんしんファミリーケータイ 204HW（あんしんファミリーケータイ ニーマルヨンエイチダブリュー）は、華為技術によって開発された、SoftBankの第3.9世代移動通信システム（SoftBank 3G）端末である。SoftBank スマートフォンシリーズのひとつ。

## 概要
Huawei Ascend Y300をベースとしているが、カメラ周りやハードウェアボタン、卓上ホルダー充電の対応など大きく変更が加えられている。
スマートフォンではあるが、Googleアカウントを利用しない形態を取っており、ソフトバンクではフィーチャーフォンに近い端末と位置付けている。
タッチパネルでの文字入力に不安があるユーザー向けに、音声を録音して添付する「ボイスメール機能」や、ワンタッチで定型文を送信する機能が搭載されている。また、受信したメールに添付されている画像は自動的に端末のアルバムに保存され、アルバムを開くだけで添付ファイルの閲覧が可能となっている。
なお、本機種は電話帳に登録した最大5件の連絡先とのみ連絡可能となっている。
SoftBank 4Gには非対応。

## その他機能
| 主な対応サービス       | 主な対応サービス   | 主な対応サービス             | 主な対応サービス      |
| ---------------------- | ------------------ | ---------------------------- | --------------------- |
| タッチパネル           | WVGA液晶 4.0インチ | フルブラウザ                 | 3Gハイスピード        |
| バッテリー容量 1950mAh | テザリング         | WiFi                         | GPS                   |
| 500万画素カメラ        | ワンセグ／フルセグ | デジタルオーディオプレーヤー | おサイフケータイ／NFC |
| Bluetooth              | 赤外線通信         | 緊急速報メール               | 防水／防塵            |

## 歴史
- 2013年8月5日 - ソフトバンクモバイルより発表。
- 2013年9月13日 - 発売。